# Svatopluk
Svatopluk ist ein slawischer Name mit der Bedeutung „großes Heer“ oder „heiliges Heer“ (prußisch swenta „heilig“).
Er trat zuerst im mährischen Gebiet auf (9. Jahrhundert) und erschien dann auch in anderen slawischsprachigen Gebieten (Kiewer Rus 11. Jahrhundert, Pommern 13. Jahrhundert).
Heute ist er vor allem in Böhmen und Mähren (Svatopluk) gebräuchlich.

## Varianten
- Svętopъłkъ (altslawisch)
- Svatopluk (tschechisch und serbokroatisch)
- Svätopluk (slowakisch)
- Świętopełk (polnisch)
- Swjatopolk (russisch)
- Zwentibold (frankisiert)

## Namensträger

### Variante Svatopluk
- Svatopluk I., mährischer Fürst von 870 bis 894
- Svatopluk II., mährischer Fürst von 894 bis 899
- Svatopluk von Olmütz, Herzog Böhmens von 1107 bis 1109
- Svatopluk Beneš (1918–2007), tschechischer Filmschauspieler
- Svatopluk Čech (1846–1908), tschechischer Dichter, Prosaiker, Journalist und Weltenbummler
- Svatopluk Čech (Saxophonist) (* 1946), tschechischer Jazzklarinettist, -saxophonist und Arrangeur
- Svatopluk Čech (Fagottist) (* 1947), tschechischer Fagottist
- Svatopluk Fučík (1944–1979), tschechischer Mathematiker und Hochschullehrer
- Svatopluk Havelka (1925–2009), tschechischer Musiker und Komponist
- Svatopluk Innemann (1896–1945), tschechoslowakischer Filmregisseur, Kameramann, Filmeditor, Drehbuchautor und Schauspieler
- Svatopluk Karásek (1942–2020), tschechischer evangelischer Pfarrer, Liedermacher und Politiker
- Svatopluk Košvanec (1936–2013), tschechischer Jazzposaunist
- Svatopluk Němeček (* 1972), tschechischer Arzt und Politiker
- Svatopluk Pluskal (1930–2005), tschechischer Fußballspieler und Fußballtrainer
- Svatopluk Potáč (1925–2014), tschechoslowakischer Wirtschaftswissenschaftler und Politiker
- Svatopluk Rada (1903–1952), tschechischer Bergbauingenieur und Geheimdienstmitarbeiter

### Variante Swjatopolk
- Swjatopolk I., 1016 bis 1019 Großfürst der Kiewer Rus
- Swjatopolk II., 1093 bis 1113 Großfürst der Kiewer Rus

### Varianten Swatopolk
- Suatopolk, Herzog der Pommern, 12. Jahrhundert

### Variante Swantopolk
- Swantopolk (Sohn von Mieszko I.) (um 980), Sohn von Mieszko I., Fürst der Polanen

- Swantopolk (um 1175), Sohn von Herzog Ratibor I. von Pommern
- Swantopolk II., (* um 1195, † 1266) Herzog von Pomerellen

### Variante Zwentibold
- Zwentibold (870/871–900), Herzog und König von Lotharingien
- Zwentibold († um 935), Sohn des Grafen und Vogts von Salzburg Diotmar